# برایسویل (فلوریدا)
برایسویل (به انگلیسی: Bryceville) یک شهر در ایالات متحده آمریکا است که در شهرستان ناساو، فلوریدا واقع شده‌است.